# Модлинский 57-й пехотный полк
57-й пехотный Модлинский генерал-адъютанта Корнилова полк — пехотная воинская часть Русской императорской армии. С 1831 по 1918 годы входил в состав 15-й пехотной дивизии.
Старшинство: 14 февраля 1831 года
Полковой праздник: 23 апреля

## Формирование и кампании полка
Полк сформирован 14 февраля 1831 г. в Брест-Литовске из третьих батальонов Брестского и Белостокского пехотных полков, под названием Модлинского пехотного полка. 16 февраля 1831 г. к полку присоединён 3-й батальон Рязанского пехотного полка. 28 января 1833 г. Модлинский полк, с присоединением к нему 1 и 3-го батальонов 51-го егерского полка, был приведён в состав четырёх действующих и двух резервных батальонов.
В 1840 г. Модлинский полк был командирован в Абхазию. В мае 1844 г. Модлинцы были снова двинуты на Кавказ и неоднократно участвовали в экспедициях против горцев. 23 февраля 1845 г. к составу Модлинского полка прибавлен батальон Рязанского пехотного полка. 16 декабря 1845 г. 2-й и 3-й батальоны были выделены на сформирование Дагестанского пехотного полка, и Модлинский полк приведён в 1846 г. в состав четырёх батальонов.
В 1849 г. Модлинцы были двинуты в Трансильванию и, находясь в отряде генерала Лидерса, участвовали в боях с венгерскими мятежниками при Фогараше, Рейше и при Германштадте.
С началом Крымской войны Модлинский полк был назначен в состав отряда генерала Лидерса и участвовал в осаде Силистрии. В это же время в России были сформированы 5 и 6-й резервные (4 декабря 1853 г.) и 7 и 8-й запасные (10 марта 1854 г.) батальоны. 24 апреля 1855 г. 2, 4 и 6-й батальоны составили Модлинский резервный полк и были назначены на усиление войск в Крыму. 17 июня 1855 г. эти батальоны прибыли в Севастополь и приняли участие в доблестной обороне города. 15 августа Модлинский резервный полк занял Корниловский бастион на Малаховом кургане и в течение 12 дней геройски выдержал бомбардировку французов. 27 августа, при штурме Малахова кургана, Модлинцы штыками встретили французов и после ожесточённого рукопашного боя пробились через окружившего их неприятеля. На Малаховом кургане Модлинский резервный полк потерял убитыми своего командира полковника Н. А. Аршеневского, 11 обер-офицеров и 1144 нижних чинов. За доблестную службу на Малаховом кургане 2, 4 и 6-му батальонам были пожалованы 30 августа 1856 г. Георгиевские знамёна с надписью «За Севастополь в 1854 и 1855 гг.».
По окончании войны 5, 6, 7 и 8-й батальоны были упразднены, 4-й батальон причислен к резервным войскам, и полк приведён 23 авг. 1856 г. в состав трёх действующих батальонов с тремя стрелковыми ротами. 6 апреля 1863 г. из 4-го резервного батальона и бессрочно-отпускных был сформирован Модлинский резервный полк, названный 13 августа 1863 г. Симферопольским пехотным полком. 25 марта 1864 г. к наименованию Модлинского полка присоединён № 57.
Во время русско-турецкой войны 1877—1878 гг. Модлинский полк охранял побережье Чёрного моря у г. Аккермана. 7 апреля 1879 г. из трёх стрелковых рот и вновь образованной 16-й роты сформирован 4-й батальон.
Во время русско-японской войны Модлинский полк был отправлен на Дальний Восток и, войдя в состав 2-й Манчжурской армии, занял передовые позиции на р. Хунхэ. 15 января 1905 г. Модлинский полк, занимая д. Бейтайцзы, отбил две ночные атаки японцев. Во время Мукденских боёв Модлинский полк, обороняя ту же деревню, отбил в течение суток ряд атак и отступил только утром 17 февраля, потеряв командира полка полковника Кондрацкого, 11 офицеров и 400 нижних чинов. Занимая 22, 23 и 24 февраля д. Сантайцзы у рощи Императорских могил, Модлинский полк штыками отбил все стремительные атаки японцев и удержал деревню за собой. 25 февраля Модлинцы были окружены в д. Вазые японцами, но, несмотря на сильный перекрёстный огонь, штыками пробились через густые цепи противника. Геройские действия Модлинского полка в Мукденском сражении были отмечены 8 июня 1907 г. Высочайшей наградой, — знаками на головные уборы с надписью «За Мукден в 1905 г.». 3 марта 1905 г. Модлинский полк принимал участие в арьергардном бою у д. Сити-Чангоу.
26 ноября 1907 г., для сохранения в армии памяти о славной совместной службе армии и флота при обороне Севастополя, Модлинский полк назван 57-м пехотным Модлинским генерал-адъютанта Корнилова полком.

## Знаки различия
| Описание     | Знаки различия по состоянию на 1904—1907 гг.    | Знаки различия по состоянию на 1904—1907 гг.    | Знаки различия по состоянию на 1904—1907 гг. | Знаки различия по состоянию на 1904—1907 гг. | Знаки различия по состоянию на 1904—1907 гг. | Знаки различия по состоянию на 1904—1907 гг. | Знаки различия по состоянию на 1904—1907 гг. | Знаки различия по состоянию на 1904—1907 гг. |
| ------------ | ----------------------------------------------- | ----------------------------------------------- | -------------------------------------------- | -------------------------------------------- | -------------------------------------------- | -------------------------------------------- | -------------------------------------------- | -------------------------------------------- |
| Погоны       | Просьба за изготовлением и перемещеним картину! | Просьба за изготовлением и перемещеним картину! |                                              |                                              |                                              |                                              |                                              |                                              |
| Классный чин | Полковник                                       | Подполко́вник                                    | Капитан                                      | Штабс-капитан                                | Пору́чик                                      | Подпору́чик                                   | Прапорщик                                    |                                              |
| Группа       | Штаб-офицеры                                    | Штаб-офицеры                                    | Обер-офицеры                                 | Обер-офицеры                                 | Обер-офицеры                                 | Обер-офицеры                                 | Обер-офицеры                                 | Обер-офицеры                                 |

## Знаки отличия полка
- Полковое Георгиевское знамя с надписью «За Севастополь в 1854 и 1855 гг.»
- Знаки на головные уборы с надписью «За Мукден в 1905 г.»

## Командиры
- 19.04.1831 — 06.12.1836 — полковник де Юнкер, Александр Логгинович
- 14.12.1836 — 20.01.1842 — полковник Бурковский, Алексей Тихонович
- 20.01.1842 — 01.07.1846 — полковник (с 07.04.1846 генерал-майор) Богаевский, Венедикт Григорьевич
- 01.07.1846 — 04.10.1849 — полковник Житков, Павел Иванович
- 04.10.1849 — 12.01.1854 — полковник (с 26.11.1852 генерал-майор) Быков, Пётр Фёдорович
- 15.02.1854 — 19.07.1861 — полковник Гаврилов, Фёдор Павлович
- 02.08.1861 — 04.10.1861 — полковник Савицкий, Владислав Егорович
- 04.10.1861 — 20.05.1868 — полковник Александров, Николай Иванович
- 20.05.1868 — хх.хх.1868 — полковник Морсочников, Иван Дмитриевич
- хх.хх.1868 — 17.06.1871 — полковник Осколков, Матвей Захарович
- 17.06.1871 — 07.10.1884 — полковник (с 15.05.1883 генерал-майор) Кожухов, Дмитрий Дмитриевич
- 27.10.1884 — 19.11.1887 — полковник Пожаров, Андрей Алексеевич
- 28.11.1887 — 26.02.1894 — полковник князь Урусов, Сергей Николаевич
- 03.03.1894 — 23.11.1896 — полковник фон Эссен, Павел Емельянович
- 27.11.1896 — 26.01.1902 — полковник Протасьев, Николай Александрович
- 03.02.1902 — 16.02.1905[1] — полковник Кондрацкий, Константин Иосифович
- 11.06.1905 — 23.06.1910 — полковник Сулькевич, Матвей Александрович[2]
- 21.07.1910 — 24.10.1910 — полковник Кутлоев, Георгий Захарович
- 24.10.1910 — 03.12.1914 — полковник (с 28.10.1914 генерал-майор) Березовский, Александр Иванович
- 08.03.1915 — 18.04.1916 — полковник Бочковский, Николай Андреевич
- 03.05.1916 — 22.04.1917 — полковник Богаевский, Павел Павлович
- 22.04.1917 — после 19.09.1917 — полковник Булатович, Александр Иванович

## Известные люди, служившие в полку
- младший унтер-офицер Борис Иванович Антонов
- полковник Николай Алексеевич Аршеневский
- полковник Павел Михайлович Васильев
- генерал от инфантерии Герасим Алексеевич Колпаковский
- Александр Александрович Потоцкий
- капельмейстер Лев Исаакович Чернецкий